# Bergholm
Bergholm is een plaats in de gemeente Tyresö in het landschap Södermanland en de provincie Stockholms län in Zweden. De plaats heeft 125 inwoners (2005) en een oppervlakte van 40 hectare.